# Nándor Knauz
Nándor Knauz (deutsch Ferdinand Knauz; * 13. Oktober 1831 in Altofen, Ungarn, Kaisertum Österreich; † 26. April 1898 in Preßburg, Ungarn, Österreich-Ungarn) war ein ungarischer römisch-katholischer Geistlicher und Historiker.

## Leben

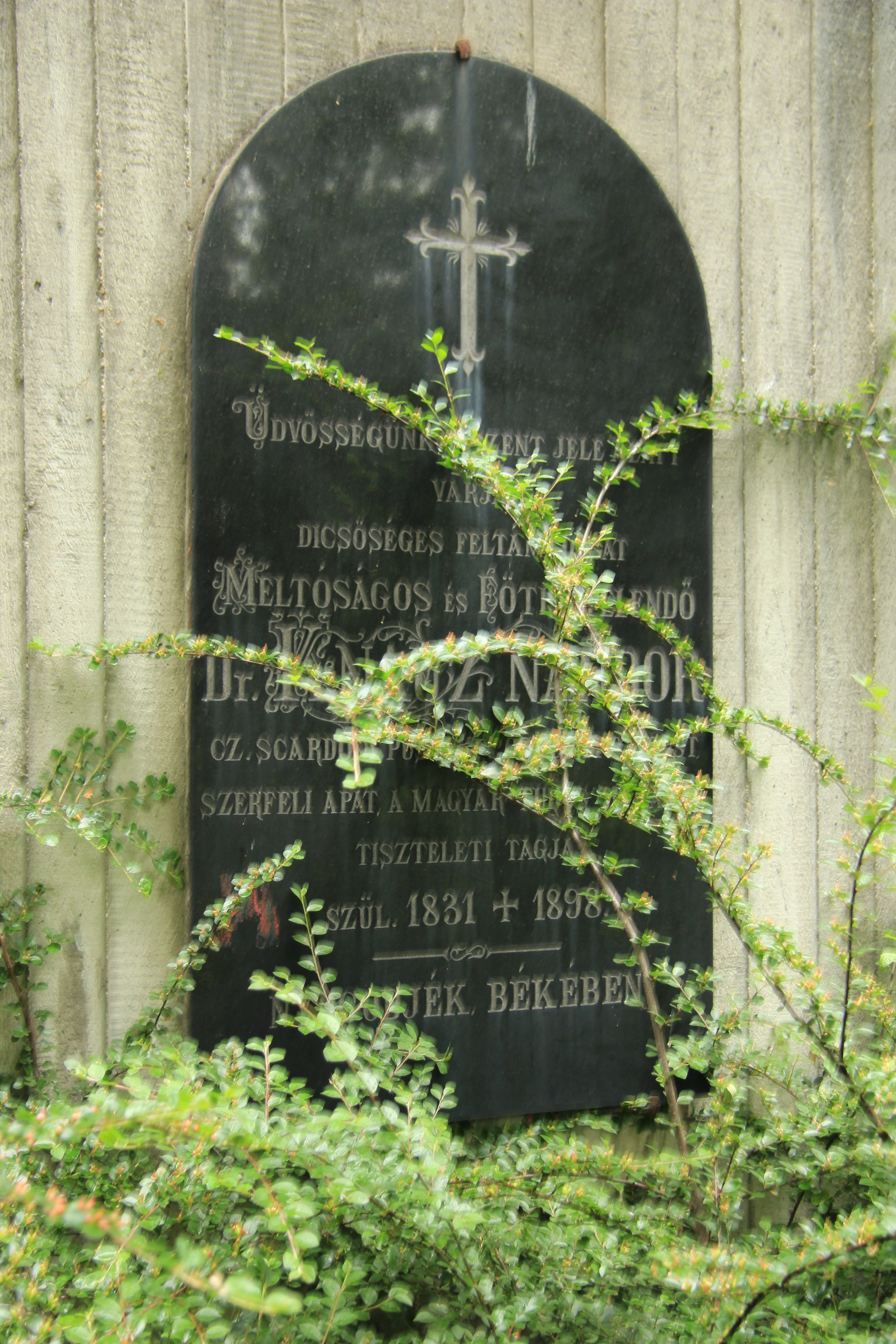
Grabtafel in Bratislava

Nándor Knauz kam aus einer ungarischen Familie. Nach dem Gymnasium in Gran studierte er katholische Theologie und Philosophie in Tyrnau und Gran. 1854 empfing er das Sakrament der Priesterweihe und arbeitete als Lehrer in Tyrnau, danach als Präfekt (Lehrer) im Emericianum in Preßburg. 1856 erhielt Nándor Knauz eine provisorische Anstellung beim Kollegiatkapitel in Preßburg. Am 12. September 1859 entdeckte er in der Krypta des St. Martinsdoms zu Preßburg das Grab von Peter Pazmany.
1860 wurde Knauz die Leitung der Diözesanbibliothek des Erzbistums Gran als Präfekt übertragen. 1871 wurde Knauz Mitglied des dortigen Domkapitels. 1878 wurde er Abt des Klosters S. Salvatoris in Lekér und 1881 Erzdechant von Komarn. 1890 wurde Nándor Knauz zum Titularbischof von Scardona ernannt und 1895 außerdem zum Propst im St. Martinsdom zu Preßburg.
1898 starb er und wurde auf dem Andreas-Friedhof in Preßburg bestattet, wo seine Grabtafel bis heute erhalten ist.
Nándor Knauz war Mitglied der Ungarischen Akademie der Wissenschaften. Er veröffentlichte zahlreiche Publikationen zur ungarischen Geschichte und Kirchengeschichte.